# Viaduc de Teixeiras
 (décembre 2024).
Pour l’article homonyme, voir Teixeiras.
Le viaduc de Teixeiras – ou viaducto de Teixeiras en espagnol – est un pont ferroviaire espagnol à Laza, dans la province d'Ourense, en Galice. Ce double pont en arc long de 508 mètres permet à la ligne à grande vitesse de Galice de franchir l'arroyo Teixeiras.
Il est composé de huit travées avec une double travée centrale supportée par un arc brisé de 132 m de long. Sa hauteur maximale est de 100 m.